# سرو أطلسي
السرو الأطلسي نوع نباتي شجري نادر ينتمي إلى جنس السرو من الفصيلة السروية .

## الانتشار
موطنه منطقة نهر واد نفيس الجبلية في جبال الأطلس الأعلى في المغرب. كما يتواجد في منطقة تيزي نتاست بإقليم تارودانت.